# Кушка (приток Мургаба)
Кушка (также Кушк, Гушгы́ туркм. Guşgy) — небольшая маловодная река, протекающая по афганской провинции Герат и югу Марыйского велаята Туркменистана.
Крупнейший приток реки Мургаб (впадает слева). Длина реки 277 км, площадь бассейна — 10 700 км².
Берёт начало в Афганистане на северном склоне хребта Банди-Баба при слиянии реки Мухаммедхан и реки Галачагар на высоте 1209 м.
Питание дождевое и снеговое (весной), также ключевое. Из-за забора воды на орошение и хознужд среднегодовой расход воды в русле к устью опускается до 3,52 м³/с, что составляет лишь 8-10 % от общего среднегодового стока Мургаба.
Летом сильно мелеет, во второй половине часто пересыхает.
В устье реки находится Пендинский оазис — самый южный оазис из расположенных на реке Мургаб.
Часть долины реки вошла в состав Российской империи в результате боя на Кушке в 1885 году.
В долине реки расположен небольшой город Серхетабад (бывшая русская крепость Кушка).